# Diapria conica
Diapria conica är en stekelart som först beskrevs av Fabricius 1775.  Diapria conica ingår i släktet Diapria, och familjen hyllhornsteklar. Arten är reproducerande i Sverige.